# Berjozovka (Kolyma)
De Berjozovka (Russisch: Берёзовка) (van het Russische berjoza, berk) is een 517 km lange zijrivier van de Kolyma in Siberië, Rusland.
Voor het grootste deel van haar loop stroomt deze rivier door een breed dal van het Joekagierenplateau in het noordoosten van de republiek Sacha (Jakoetië). Het stroomgebied is 24800 km² groot en bevat ongeveer 2000 meren. Van oktober tot midden mei is de Berjozovka dichtgevroren.
Begin 20e eeuw werd hier een van de eerste, in de permafrost bewaarde, mammoet gevonden. Deze werd naar Sint-Petersburg overgebracht voor wetenschappelijk onderzoek.